# Coris variegata
Coris variegata (Rüppell, 1835) è un pesce di acqua salata appartenente alla famiglia Labridae.

## Distribuzione e habitat
Proviene dalle barriere coralline dell'ovest dell'oceano Indiano e del Mar Rosso. Nuota sia nelle zone ricche di coralli che nelle aree con fondali sabbiosi poco al di fuori di esse, spesso ricche di vegetazione acquatica.

## Descrizione
Somiglia molto ad una specie tipica dell'oceano Pacifico, C. batuensis. Presenta un corpo abbastanza allungato, alto, e con la testa dal profilo appuntito. Gli esemplari giovani sono meno tozzi degli adulti. La lunghezza massima registrata è di 20 cm.
I giovani hanno una colorazione prevalentemente verdastra, più scura sul dorso, con diverse macchie piccole arancioni sull'addome. La pinna dorsale e la pinna anale sono verdi chiare, ma sulla prima sono presenti due macchie rotonde blu cerchiate di arancione e giallo.
Gli esemplari adulti, invece, sono grigi chiari con delle striature bianche sottili e verticali sul dorso. Le macchie sulla pinna dorsale sbiadiscono molto. La pinna caudale è chiara con il margine dritto.

## Biologia

### Alimentazione
La sua dieta è composta prevalentemente da piccoli invertebrati acquatici.

### Riproduzione
È oviparo e probabilmente ermafrodita. La fecondazione è esterna e non ci sono cure dei genitori verso le uova, che sono planctoniche.

## Conservazione
Questa specie viene pescata raramente ed è diffusa in diverse aree marine protette, quindi viene classificata come "a rischio minimo" (LC)  dalla lista rossa IUCN.